# Saint-Léger (Charente)
Saint-Léger è un comune francese di 109 abitanti situato nel dipartimento della Charente, nella regione della Nuova Aquitania.

## Società

### Evoluzione demografica
Abitanti censiti